# Nordiska Pappershistoriker
Nordisk Pappershistorisk Förening (tidigare Föreningen Nordiska Pappershistoriker) är en ideell förening på nordisk bas. Föreningen vänder sig till personer med intresse för papper och papperstillverkning under olika tider, från forntid till nutid och för papperets industri-, kultur- och socialhistoria. Föreningen grundades 1968 och har idag ett par hundra medlemmar i Danmark, Finland, Norge och Sverige. Medlemmar är både enskilda personer, företag och institutioner. 
Föreningen ger ut Nordisk Pappershistorisk Tidskrift med artiklar inom föreningens intresseområde. Den distribueras till medlemmarna, men äldre årgångar kan läsas i pdf-format på föreningens webbplats där även föreningen presenteras i detalj och där man kan ansöka om medlemskap.
Ett årsmöte som alternerar mellan de olika länderna bjuder deltagarna på föredrag, seminarier och studiebesök. Föreningen är också representerad i styrelsen för en stipendiefond vars syfte är att stödja forskning inom föreningens intresseområde.